# John Langenus
John Langenus (8. december 1891 i Antwerpen i Belgien – 1. oktober 1952 i Antwerpen i Belgien) var en belgisk fodbolddommer som dømte historiens aller første VM-finale mellem Uruguay og Argentina. Kampen endte 4–2 til Uruguay som spillede på hjemmebane.
Langenus var en af det tre europæiske dommere som dømte i VM i 1930. De øvrige to dommerne var belgieren Henri Christophe og Thomas Balway fra Frankrig. De tre dommer rejste med skibet Conte Verde fra Villefranche-sur-Mer som ligger lidt øst for Nice 21. juni 1930. På det samme skib var Jules Rimet, troféet og fodboldrepræsentanter fra Frankrig Rumænien og Belgien. Om bord på skibet var også Costel Radulescu, Rumæniens træner. Han var også linjemand i to kampe hvor Rumænien ikke spillede med i.
Langenus dømte i sommer-OL 1928 hvor han var dommer i blandt andet i bronzefinalen i Amsterdam. To år senere skulle han dømme i VM i fodbold. Han dømte fire kampe i mesterskabet; to gruppespil en semifinale og finalen.
Langenus dømte også i VM 1934 og VM 1938.Han trak sig tilbage i 1945.